# Sangusaurus
Sangusaurus es un género extinto de sinápsidos no mamíferos.